# Salamon Lajos
Alapi Salamon Lajos (Székesfehérvár, 1813 – Alsóalap, 1888. október 11.) Fejér vármegye első alispánja, országgyűlési képviselő és birtokos.

## Életútja
Salamon Ignác (1756–1827), földbirtokos, és farádi Vörös Kata fia. A gimnáziumi éveket szülővárosában, a bölcseleti és jogi tanfolyamot pedig a pesti egyetemen végezte. 1838-ban jurátusnak esküdött fel Pozsonyban és az akkori ifjúsági szabadelvű mozgalmakban élénk részt vett. A politikai élet nyilvános terére 1837-ben lépett, midőn igen erős állást foglalt el megyéjében az ó-konzervatívok ellenében. Ellenfelei minden erejüket kifejtették céljainak meghiúsítására, így már 1839-ben egy igen zajos jelenetet idéztek elő ellene és pártja ellen a megye bizottmányi ülésében. Megkezdődtek az üldözések, vizsgálatok, elfogatások. Salamon is «poena infamiae» a királyi táblán megakcióztatott, azonban az 1841. évi országgyűlés ezen akció alól felmentette, ő pedig tovább erélyes kitartással működött a megkezdett irányban. Pártja 1843-ban alispánnak léptette föl; azonban Cziráky Antal gróf jónak látta a kandidációból őt kihagyni. 
1848-ban Fejér megye váli választókerületében egyhangúlag országgyűlési képviselőnek választatott és 1849-ben ő volt egyike a legelső kormánybiztosoknak, akiket az akkori kormány a horvátok beütésekor a haza védelmére teljhatalommal kiküldött. A szabadságharcban törvényhozói állása mellett mint a szabadcsapatok vezére küzdött a betörő ellenség ellen és az ozorai ütközetben ő fegyverezte le Roth és Philippovich seregeit. Később megbízatásából visszatérve az országgyűléssel és a kormánnyal együtt ment Debrecenbe, Szegedre és Aradra; ezen útjain és későbbi bujdosásában is neje Horváth Flóra mindenütt híven követte, karján akkor még csecsemő fiával, Zoltánnal. 
A fegyverletétel után bujdokolt, többnyire alapi birtokán és az 1850. évi amnesztia kihirdetése után is 1861-ig ugyanott tartózkodott. 1861-ben a váli kerület ismét őt választotta képviselőnek, ahol a határozati párt híve volt; ugyanekkor Fejér megye első alispáni székébe is őt helyezték. 1863-ban az Almásy-féle ügyben ő is elfogatott és 101 napig volt a Károly-kaszárnyába zárva; azonban egyszer csak minden ítélet nélkül szabadon bocsátották. 1865-ben, 1869-ben és 1872-ben ismételten a váli kerület választotta meg országgyűlési képviselőnek és a szabadelvű ellenzék soraiban foglalt helyet. Mint gyakorlott törvényhozó a nyilvános üléseken is gyakran felszólalt; a vallásügyi vita alkalmával az ő beszéde egyike volt azoknak, melyek a katolikus autonómiai ügyre világot vetettek.
Cikkei az ellenzéki lapokban, országgyűlési és programbeszédei a Naplókban és az egykorú hírlapokban jelentek meg.